# Beijiao, Longting
Beijiao (kinesiska: 北郊, 北郊乡) är en socken i Kina. Den ligger i provinsen Henan, i den centrala delen av landet, omkring 65 kilometer öster om provinshuvudstaden Zhengzhou. 
Genomsnittlig årsnederbörd är 681 millimeter. Den regnigaste månaden är juli, med i genomsnitt 182 mm nederbörd, och den torraste är januari, med 4 mm nederbörd.